# Leandra hirsuta
Leandra hirsuta là một loài thực vật có hoa trong họ Mua. Loài này được (Sw.) Judd & Skean mô tả khoa học đầu tiên năm 1991.